# Лагушино
Лагушино — село в Калачинском районе Омской области России. Административный центр Лагушинского сельского поселения.

## История
Основано в 1860 году. В 1928 г. состояло из 271 хозяйства, основное население — украинцы. Центр Лагушинского сельсовета Калачинского района Омского округа Сибирского края.

## Население
| 2002 | 2010 |
| ---- | ---- |
| 769  | ↘585 |